# Monte San Giusto
Monte San Giusto é uma comuna italiana da região dos Marche, província de Macerata, com cerca de 7.319 habitantes. Estende-se por uma área de 19 km², tendo uma densidade populacional de 385 hab/km². Faz fronteira com Corridonia, Monte San Pietrangeli (FM), Montegranaro (FM), Morrovalle.

## Demografia
| Variação demográfica do município entre 1861 e 2011                               |
|                                                                                   |
| Fonte: Istituto Nazionale di Statistica (ISTAT) - Elaboração gráfica da Wikipedia |